# Последняя поездка (фильм)
«Последняя поездка» (англ. The Last Ride; другое название Boss Girl) — американская драма 2011 года.

## Сюжет
Фильм рассказывает о последних днях жизни иконы кантри музыки - Хэнка Уильмса.

## В ролях
| Актёр         | Роль         |
| ------------- | ------------ |
| Кейли Куоко   | Ванда        |
| Генри Томас   | Хэнк Уильямс |
| Джесси Джеймс | Сайлас       |